# Triteleia velicana
Triteleia velicana är en stekelart som beskrevs av Mikhail Vasilievich Kozlov och Lê 1994. Triteleia velicana ingår i släktet Triteleia och familjen Scelionidae. Inga underarter finns listade i Catalogue of Life.